# Dale Frail
Dale Frail és un astrònom que treballa al National Radio Astronomy Observatory (NRAO) a Socorro (Nou Mèxic, Estats Units). Va néixer al Canadà i va passar bona part de la seva infantesa a Europa. Va col·laborar decisivament en la descoberta de l'esclat de raigs gamma GRB 970508.

## Carrera
Frail va rebre la seva formació universitària al Canadà: primer va obtenir una llicenciatura en Física per la Universitat Acadia a Nova Escòcia, seguida dels estudis de màster i doctorat en Astrofísica per la Universitat de Toronto. El 1989 es va traslladar als Estats Units com a becari postdoctoral del NSERC. Després de completar una preuada beca postdoctoral de Jansky el 1993 es va incorporar al personal investigador de l'Observatori Nacional de Radioastronomia, on roman actualment.
És autor de més de 250 treballs de recerca revisats per iguals, incloses més de 30 articles a la prestigiosa revista Nature. Ha fet contribucions a nombrosos subàmbits d'astrofísica incloent contrapartides electromagnètiques de longitud d'ona de successos d'ones gravitacionals, ràfegues de raigs gamma, planetes extrasolars, repetidors de raigs gamma suaus, el mitjà interestel·lar, púlsars, masers i restes de supernoves. El públic és més conegut per descobriments en planetes extrasolars i ràfegues de raigs gamma. El 2010 va rebre una beca Guggenheim. Des d'agost de 2011 fins a setembre de 2015, va ser sotsdirector de NRAO per a Karl G. Jansky Very Large Array i Very Long Baseline Array i director de llocs per a operacions de Nou Mèxic. El 2016, va rebre el títol de doctor honoris causa de la Universitat Acadia.

## Descobriments clau
A principis de 1992, Frail i l'astrònom polonès Aleksander Wolszczan van anunciar el seu descobriment de l'existència de dos planetes i un possible terç al voltant del polsar PSR B1257 + 12. El seu descobriment es va confirmar a mitjan 1992. A més de ser el primer descobriment confirmat de planetes pulsar, la troballa també es considera generalment el primer descobriment confirmat de planetes extrasolars de qualsevol tipus.
A partir del 1997, Frail formava part d'un equip de Caltech-NRAO que va ajudar a desvelar el misteri de l'origen dels esclats de raigs gamma. Van utilitzar un espectre òptic portat amb el telescopi Keck cap al rebliment òptic de GRB 970508 per establir que les ràfegues de raigs gamma es trobaven a distàncies cosmològiques. A continuació, van fer servir el descobriment del radiotelescopi Very Large Array de l'emissió de ràdio posterior a aquest mateix esclat per mesurar la mida de l'objecte i inferir que la font s'estava expandint relativament. Aquestes dues observacions han estat puntals en el model cosmològic de boles de foc per a ràfegues de raigs gamma. El 2009 Thomson ISI va catalogar a Frail com el tercer investigador més citat en el camp de ràfegues de raigs gamma durant el període comprès entre 1999 i febrer de 2009.
Hi ha nombrosos relats científics sobre la descoberta de planetes extra-solars, així com els esclats de raigs gamma i els seus posteriors. A continuació es poden trobar enllaços amb alguns d'aquests i altres articles rellevants.